# George Porter Jr.
George Porter Jr. (New Orleans, 26 december 1947) is een Amerikaanse muzikant, vooral bekend als bassist van The Meters. Samen met Art Neville vormde Porter halverwege de jaren 1960 de groep, die erkend werd als een van de voorlopers van de funk. De Meters gingen in 1977 uit elkaar, maar hervormden in 1989.

## Biografie

### Jeugd
Porters ouders waren allebei fervente muziekliefhebbers. Zijn vader luisterde vaak naar Duke Ellington en zijn moeder zong in het plaatselijke kerkkoor. Hij groeide op in New Orleans, vlakbij zijn toekomstige bandgenoot Ziggy Modeliste, met wie hij vanaf zijn 10de jaar bevriend raakte. Als tieners speelden ze jamsessies samen met Porter die op een sigarenkistgitaar speelde. Porter werd geïnspireerd om basgitaar te spelen door Benjamin "Poppi" Francis, die Porter ook enkele lessen op het instrument gaf.

### Carrière bij de Meters
Art Neville vroeg Porter en Modeliste voor de oprichting van zijn band "The Neville Sound", waarin twee broers van Neville speelden, Gary Brown op saxofoon en Leo Nocentelli op gitaar. Na korte tijd werd de band echter teruggebracht tot vier kernleden: Art Neville, Zigaboo Modeliste, Leo Nocentelli en Porter Jr. De vier speelden zes avonden per week in een Bourbon Street-bar genaamd Ivanhoe toen ze werden benaderd door Allen Toussaint voor een platencontract.

## Latere carrière
Na een tour van twee jaar met The Rolling Stones vielen in 1978 de Meters uit elkaar en vormde Porter Jr. een band genaamd Joyride en speelde met vele andere New Orleanse muzikanten. In 1989 herenigde Porter zich met Art Neville en Leo Nocentelli als The Meters, met in plaats van Ziggy Modeliste Russell Batiste Jr. op drums. In 1990 richtte hij een band op genaamd "The Runnin' Pardners". Ook in de jaren negentig werd Porter een veelgevraagd  studiobassist en speelde hij met artiesten als David Byrne en Tori Amos. In 1994 werkten Porter en Neville opnieuw samen in een band onder de naam "The Funky Meters". Ze werden vergezeld door Brian Stoltz op gitaar en Russell Batiste Jr. op drums. Stoltz verliet de band in 2007, maar kwam in 2011 weer bij de band.